# Ауельбеков Єркін Нуржанович
Єркін Нуржанович Ауельбеков (нар. 22 червня 1930, аул Жанасу Акмолінської губернії, тепер району імені Габіта Мусрепова Північноказахстанської області, Республіка Казахстан — 29 січня 1999, місто Алмати, Республіка Казахстан) — радянський державний діяч, 1-й секретар Кокчетавського, Тургайського і Кзил-Ординського обласних комітетів КП Казахстану. Кандидат у члени ЦК КПРС у 1971—1976 роках. Член ЦК КПРС у 1976—1990 роках. Депутат Верховної Ради СРСР 8—11-го скликань. Народний депутат СРСР у 1989—1991 роках. Герой Соціалістичної Праці (10.12.1973).

## Життєпис
Народився в селянській родині.
Член ВКП(б) з 1952 року.
У 1953 році закінчив Московську сільськогосподарську академію імені Тімірязєва.
У 1953—1961 роках працював у Октябрському (тепер — Шал акин) районі Північно-Казахстанської області головним агрономом Коноваловської машинно-тракторної станції (МТС), директором Коноваловської МТС, директором радгоспу «Мар'євський».
У 1961—1963 роках — начальник Північно-Казахстанської обласного управління сільського господарства; 1-й заступник голови виконавчого комітету Північно-Казахстанської обласної ради депутатів трудящих.
У січні — жовтні 1963 року — 2-й секретар Північно-Казахстанського сільського обласного комітету КП Казахстану.
У жовтні 1963 — грудні 1964 року — голова виконавчого комітету Північно-Казахстанської сільської обласної ради депутатів трудящих. У грудні 1964 — 1965 року — голова виконавчого комітету Північно-Казахстанської обласної ради депутатів трудящих.
У 1965—1967 роках — 1-й заступник міністра сільського господарства Казахської РСР.
У 1967 — березні 1968 року — міністр хлібопродуктів і комбікормової промисловості Казахської РСР.
У березні 1968 — січні 1978 року — 1-й секретар Кокчетавського обласного комітету КП Казахстану.
Указом Президії Верховної Ради СРСР від 10 грудня 1973 за великі успіхи, досягнуті у Всесоюзному соціалістичному змаганні, і виявлену трудову доблесть у виконанні взятих зобов'язань із збільшення виробництва і продажу державі зерна та інших продуктів землеробства в 1973 році Ауельбекову Єркіну Нуржановічу присвоєно звання Героя Соціалістичної Праці з врученням ордена Леніна і золотої медалі «Серп і Молот».
У січні 1978 — січні 1985 року — 1-й секретар Тургайського обласного комітету КП Казахстану.
22 січня 1985 — 25 липня 1989 року — 1-й секретар Кзил-Ординського обласного комітету КП Казахстану.
У 1989—1990 роках — заступник голови Комісії Ради Національностей Верховної Ради СРСР з національної політики і міжнаціональних відносин.
У 1991—1992 роках — радник Президента Республіки Казахстан.
З 1992 року — на пенсії, президент Асоціації селянських господарств «Жанасу» Рузаєвського району Казахстану, якою керував до самої смерті.
Помер 29 січня 1999 року. Похований в місті Алмати.

## Нагороди і звання
- Герой Соціалістичної Праці (10.12.1973)
- три ордени Леніна (27.08.1971, 13.12.1972, 10.12.1973)
- орден Жовтневої Революції (24.12.1976)
- три ордени Трудового Червоного Прапора (11.01.1957, 22.03.1966, 3.03.1980)
- медалі